# Boadilla del Camino
Boadilla del Camino település Spanyolországban, Palencia tartományban. Boadilla del Camino Melgar de Yuso, Santoyo, Frómista, Requena de Campos és Itero de la Vega községekkel határos. Lakosainak száma 114 fő (2024).

## Népesség
A település népessége az elmúlt években az alábbi módon változott:
| Lakosok száma | 187  | 166  | 140  | 130  | 113  | 103  | 117  | 121  | 122  | 114  |
|               | 2001 | 2004 | 2007 | 2009 | 2012 | 2014 | 2017 | 2019 | 2022 | 2024 |